# Discoglossus sardus
Il discoglosso sardo (Discoglossus sardus Tschudi, 1837) è un anfibio anuro della famiglia Alytidae, presente in Sardegna, in Corsica, nell'Arcipelago Toscano e in alcune isole minori.

## Descrizione
Il discoglosso sardo è un rospo dal corpo snello, lungo 7-8 cm, più piccolo del più comune rospo smeraldino,  con testa triangolare, larga e corta e poco distinta dal tronco. Gli occhi sono sporgenti e mostrano una pupilla cuoriforme. La pelle è liscia e untuosa, disseminata di punteggiature e macchiettature circolari rade. Il maschio presenta espansioni carnose delle dita posteriori (calli nuziali) nel periodo della riproduzione ed è privo di sacchi vocali.
Si può confondere con il rospo smeraldino (Bufotes viridis), dal quale si distingue per la pupilla cuoriforme (il rospo smeraldino ha la pupilla orizzontale) e per gli arti posteriori più corti.

## Biologia
Allo stadio larvale ha una dieta onnivora, mentre da adulto è un predatore di insetti e piccoli vertebrati. Ha abitudini notturne, è piuttosto elusivo e a differenza della raganella sarda e del rospo smeraldino non si allontana troppo dall'acqua.
La riproduzione si verifica in due periodi dell'anno, in primavera e in autunno, con accoppiamenti che avvengono nell'acqua dietro il richiamo delle femmine da parte dei maschi. Una femmina può deporre fino a un migliaio di uova, lasciate singolarmente nell'acqua sul fondo e fra la vegetazione sommersa.
Le uova schiudono dopo pochi giorni e le larve completano lo sviluppo e la metamorfosi in 1-2 mesi. I giovani adulti hanno dimensioni del corpo di 2,5-3,5 cm.

## Distribuzione e habitat
Il discoglosso sardo è una specie endemica dell'area insulare tirreno-ligure, presente in Sardegna, Corsica, Capraia, Montecristo, Argentario e nelle Isole di Hyères.
Vive dal livello del mare fino ai 1200 metri d'altitudine presso masse d'acqua rappresentate da fiumi e torrenti, stagni, acquitrini, pozze d'acqua ed è più dipendente dalla presenza dell'acqua rispetto agli altri Anuri. Contrariamente ad altri Anuri, come ad esempio la raganella, è disturbato dalla pressione antropica, tuttavia può ritrovarsi anche in zone umide presso insediamenti urbani.

## Fattori di minaccia
Non si hanno molte informazioni sullo stato di conservazione della specie, tuttavia è opinione diffusa che la popolazione in Sardegna abbia avuto una sensibile diminuzione a causa della riduzione del suo habitat naturale.
Lo status di protezione è definito dalla Legge n. 503 del 1981 Allegato II (che recepisce la Convenzione di Berna), dalla Direttiva dell'Unione Europea n. 43 del 1992 Allegati B e D e dalla Legge regionale n. 23 del 1998.
In natura è predato da uccelli e rettili. Uova e larve sono predate da pesci.